# Duits idealisme

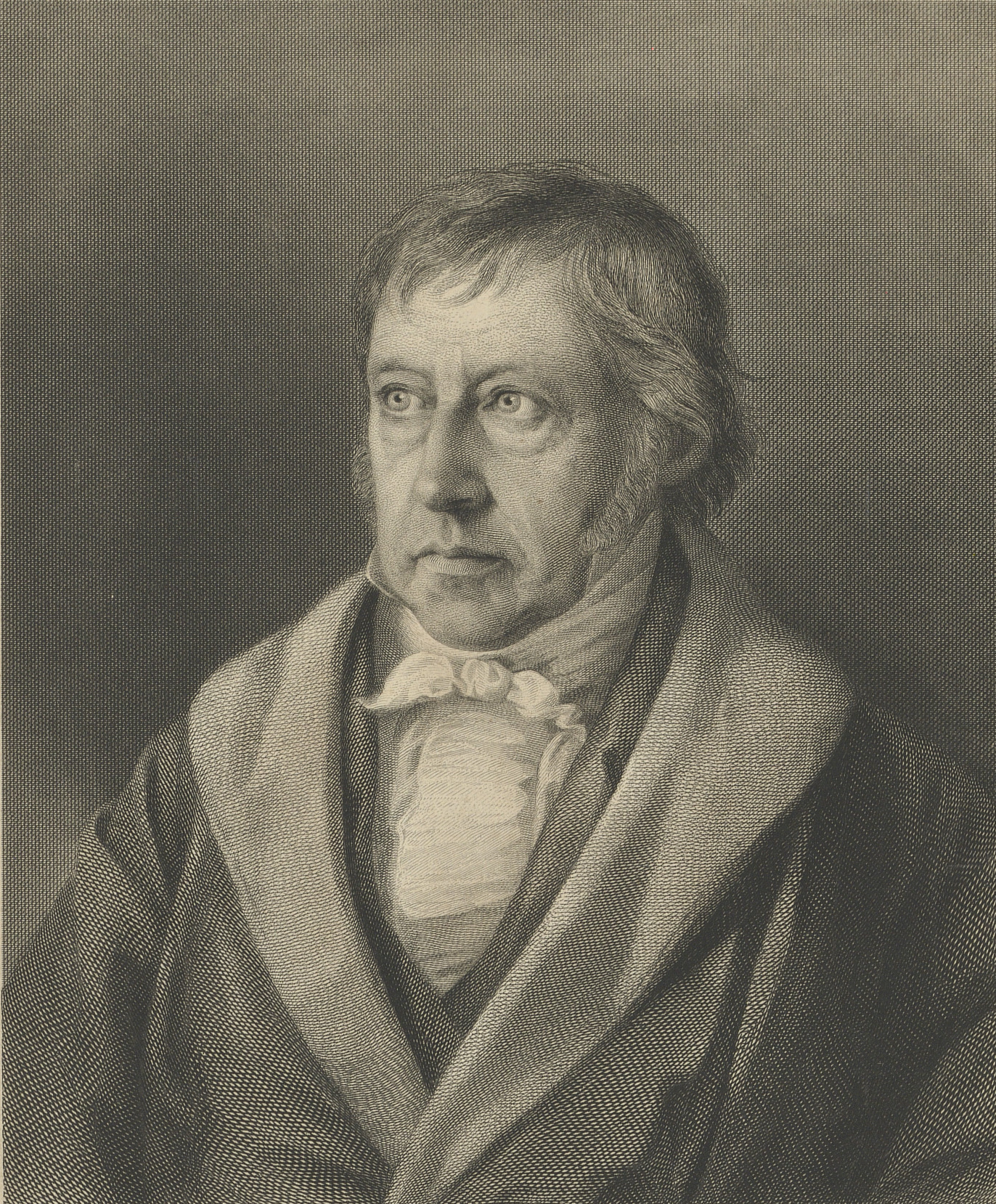
Georg Wilhelm Friedrich Hegel, wellicht de bekendste idealist.

Het Duitse idealisme is een filosofische stroming uit de geschiedenis van de moderne filosofie. De stroming is ontstaan in Duitsland in de late 18e en vroege 19e eeuw. Het Duitse idealisme is nauw verbonden met de Romantiek en met de revolutionaire ideeën van de Verlichting en vindt zijn oorsprong in het werk van Immanuel Kant. Ze kwam echter pas tot haar bekende vorm in het werk van Fichte, Schelling en Hegel. Andere filosofen die nauw met deze stroming worden geassocieerd zijn Jacobi, Reinhold en de theoloog Schleiermacher.
Het Duitse idealisme gaat ervan uit dat inzicht en veranderingen eerst op het niveau van de ideeën moeten plaats hebben. In haar vroege vorm, onder meer bij Kant en Fichte, draait het rond de stelling dat het het menselijke verstand en de menselijke rede zijn die de werkelijkheid structuur geven. In haar latere fase, bij Schelling en Hegel, is de centrale stelling dat deze rede zich ook doorheen de hele werkelijkheid, de natuur en de geschiedenis, voltrekt. De 'Duitse idealisten' werkten samen aan een basis voor een systematische eenheid van de verzamelde kennis. Zij worden daardoor ook weleens de laatste grote systeemfilosofen genoemd.

## Betekenis van 'idealisme'
Het woord 'idealisme' heeft meer dan één betekenis. De filosofische betekenis heeft niets te maken met "het beste over mensen en hun kwaliteiten denken", maar houdt verband met de kennis die de mens heeft over 'objecten'. We kunnen alleen directe kennis hebben van gevoelens, ideeën en voorstellingen in onze gedachten. Objecten kunnen door ons alleen indirect waargenomen worden; de ideeën representeren deze objecten. In deze zin kunnen we het woord 'idealisme' bij het Duitse idealisme gebruiken.

## Achtergrond
In ruimere zin gaat het idealisme terug tot de klassieke filosofie. Vooral Plato met zijn ideeënleer moet hier worden genoemd. Later kunnen ook Leibniz (1646–1716) met zijn monadenleer en het spiritualisme van George Berkeley (1685–1753) als voorboden gelden.

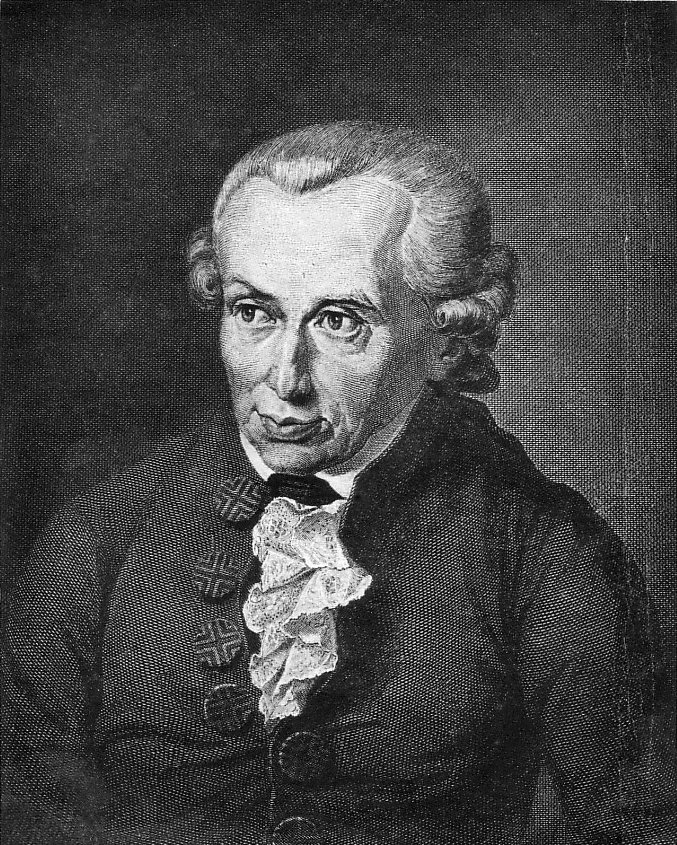
Immanuel Kant

### Immanuel Kant
Immanuel Kant (1724-1804) wordt soms gezien als de eerste Duitse idealist. De centrale vraag in het werk van Kant was: “Wat zijn de voorwaarden voor de mogelijkheid van kennis?” (Was sind die Bedingungen der Möglichkeit von Erkenntnis?). Kant noemde zijn filosofie dan ook 'transcendentaal': het zocht naar de grenzen en de mogelijkheidsvoorwaarden van de kennis überhaupt. Hij zette zijn filosofie daarover uiteen in zijn Kritik der reinen Vernunft (1781). Kants werk poogde een brug te slaan tussen de twee dominante filosofische scholen van de 18e eeuw, die hier elk een eigen antwoord op zijn vraag hadden:
- het rationalisme, dat beweerde dat kennis alleen a priori verkregen kan worden;
- het empirisme, dat beweerde dat kennis alleen door de zintuiglijke ervaring verworven kan worden.

Kants voorstel was dat wij feiten over de wereld alleen maar via onze zintuigen kunnen ervaren, maar dat de “vorm” welke ze moeten aannemen, afkomstig is van de categorieën van het menselijk verstand. In die zin is, volgens Kant, de wereld zoals ze werkelijk los van de mens is (het Ding an sich) principieel niet kenbaar. De werkelijkheid waarmee we vertrouwd zijn is er een die in sterke mate vorm gegeven is door het menselijk verstand zelf. De mens kent dus de wereld niet zoals ze werkelijk los van de mens bestaat, maar enkel de wereld zoals die aan het menselijk verstand verschijnt.
Een verder fundamenteel element in de kennisverwerving voor Kant is de 'transcendentale apperceptie' (het Ich denke): de mens wil een zo groot mogelijke eenheid van ervaring krijgen en het is een soort a priori eenheid, het zelfbewustzijn, dat deze kennisoordelen steeds begeleidt. Als een boom wordt waargenomen, is het steeds een 'ik' dat de boom waarneemt of kent. Al deze kennis wordt daarbij steeds geplaatst binnen drie 'regulatieve' ideeën: God, de wereld en de ziel. Deze ideeën konden niet bewezen worden omdat ze zich buiten de categorieën van het verstand bevonden, maar moesten desalniettemin aangenomen worden om de andere ervaringen met elkaar te verbinden. De wereld zorgde voor een eenheid onder de ervaringen van het materiële, de ziel voor de eenheid van het psychische. God stond dan weer in voor de eenheid tussen het materiële en het psychische.
Voor Kant is het ding op zich, de kennisobjecten die buiten het empirische vallen, fundamenteel onkenbaar en dus geen object van kennis. Zo'n vorm van metafysica was voor hem uitgesloten. Het waren de latere idealisten die deze grens in vraag gingen stellen en betoogden dat de menselijke rede wel degelijk kennis over het Ding an sich kan hebben of dit begrip geheel verwerpen. Deze nog gematigde vorm van idealisme, die trouw blijft aan de grenzen van Kant, wordt ook weleens het transcendentaal idealisme genoemd.

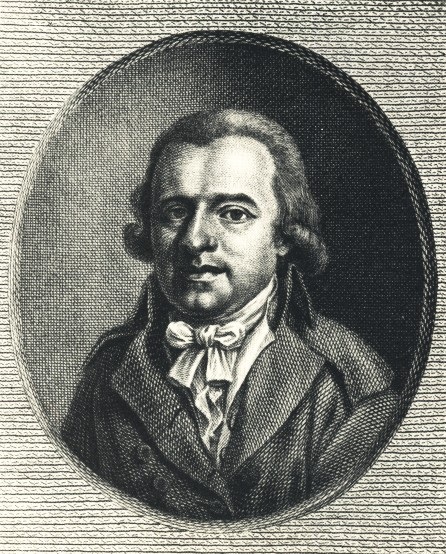
Karl Leonhard Reinhold

### Eerste reacties
Friedrich Heinrich Jacobi (1743-1819) was een van de eersten die op het werk van Kant reageerden. Hij is vooral belangrijk door zijn boek David Hume über den Glauben, oder Idealismus und Realismus (1787), waaraan een appendix is toegevoegd die de filosofie van Kant behandelt. Hierin argumenteerde Jacobi dat de filosofie van Kant en zijn visies over het Ding an sich onhoudbaar waren en uitliepen op rationalisme, fatalisme en spinozisme. In de eerste plaats wees hij op een inconsequentie bij Kant: enerzijds beweerde Kant dat het het menselijk verstand is dat het object van kennis 'creëert', maar vervolgens beweerde hij wel dat er een extern object is, het ding op zichzelf, dat een zintuiglijke indruk op het verstand maakt. Het object bestaat dus zowel los als afhankelijk van de mens volgens Kant. Historisch gezien had dit werk niet het gevolg dat Kant verworpen werd, zoals Jacobi beoogde, maar zorgde eerder voor een heropleving van de studie naar het werk van Baruch Spinoza (en diens verhouding tot Kant), die van cruciaal belang was voor de verdere ontwikkeling van het Duits idealisme. Deze hele controverse staat bekend als de pantheïsmestrijd (Pantheismusstreit).
Een andere vroege criticus was Gottlob Schulze (1761–1833), die een gelijkaardige kritiek uitwerkte. Kant stelde dat het Ding an sich, dat aan de oorsprong van zintuiglijke aanschouwingen, die samen met de categorieën van het verstand kenobjecten tot stand brengen, zelf onkenbaar is. Hoe weet Kant echter dan dat er zoiets als een Ding an sich bestaat? Doet hij in dit geval zelf niet beroep op een categorie van het verstand, namelijk die van de 'oorzakelijkheid'? Deze kritiek was in de eerste plaats van belang voor het tot stand komen van het werk van Arthur Schopenhauer (1788-1860), van wie Schulze een leermeester was.
Karl Leonhard Reinhold (1757–1823) onderschreef dat er problemen waren met het werk van Kant, maar accepteerde niet dat het werk van Kant daarom maar verworpen moest worden. Reinhold zag in het werk van Kant net de mogelijkheid om het eeuwenoude conflict tussen geloof en rede op te lossen. Reinhold verdiepte zich dan ook in het werk van Kant en probeerde in zijn Briefe über die Kantische Philosophie (1786) de fundamentele problemen die hij tegenkwam van een oplossing te voorzien. Hij kwam net als Jacobi tot de vaststelling dat er bepaalde inconsequenties en tegenstellingen zaten in het werk van Kant. Zo bleef de tegenstelling tussen verstand en waarneming behouden, die ook in het debat tussen het rationalisme en empirisme zo belangrijk was geweest. Daarom vraagt Reinhold zich af of er niet een diepere fundamentele grond bestaat waarop alle verdere categorieën van het verstand steunen, samen met de ideeën van ruimte en tijd, die de zintuiglijke ervaringen structureren. Reinhold kwam tot de oplossing dat de gemeenschappelijke grond van het aanschouwen en het denken lag in het feit dat beide vormen waren van 'voorstellen'.

### Johann Gottlieb Fichte

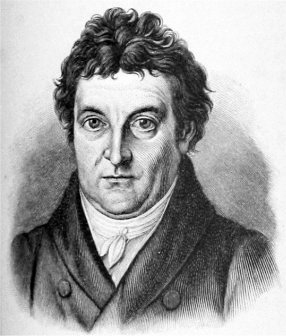
Johann Gottlieb Fichte

Na Kant was het echter pas Johann Gottlieb Fichte (1762-1814) die zich ontpopte tot een van de bekendste idealisten. Fichte was van arme komaf, maar had via een reeks beurzen toch aan de universiteit kunnen studeren en kwam daar in contact met het werk van Kant. Fichte probeerde vervolgens in contact te komen met Kant zelf, die in Koningsbergen zat, en circuleerde lang in zijn naaste kringen. Fichte kwam pas op de voorgrond toen Kant zijn drie grote kritieken al geschreven had, waarvan de laatste, Kritik der Urteilskraft verscheen in 1790. Het grote publiek, dat al met het werk van Kant vertrouwd begon te raken, verwachtte dat er hierna nog een vierde kritiek zou komen, namelijk een die zou handelen over de religie. Fichte, die zelf ondertussen een boek had geschreven, legde dit werk aan Kant voor, die er zich positief over uitliet. Met behulp van diens contacten slaagde Fichte erin zijn werk, Versuch einer Critik aller Offenbarung, in 1792 te publiceren. Het werd echter anoniem gepubliceerd, zogenaamd omdat er 'delicate zaken in worden behandeld', maar waardoor iedereen dacht dat het van de hand van Kant zelf was. Enkele maanden na de publicatie maakte Kant openbaar dat het niet van zijn hand was, maar van de jonge, nog onbekende Fichte. Hierdoor werd Fichte in een klap een grote naam in de filosofie.
Doorheen zijn carrière profileerde Fichte zich steeds als volgeling van Kant. Wat hij in wezen deed, aldus Fichte, was niets meer dan het werk van Kant verder uitleggen of hoogstens uit een ander perspectief belichten. En net als Kant typeerde Fichte zijn filosofie ook als 'transcendentaal', hoewel hij zelf liever sprak over een wetenschapsleer (Wissenschaftslehre). Het grote verschil is wel dat Kants opzet nog kritisch van aard was, terwijl Fichtes insteek eerder systematisch was. Terwijl Kant wilde nadenken over de fouten van de vroegere metafysici, wilde Fichte zelf een geheel kennissysteem uitdenken binnen deze nieuwe grenzen van de filosofie. Kant zelf was hier niet altijd mee opgezet en ging na een tijd zelfs over tot het publiceren van een openlijke brief om zich van de stellingen van Fichte te distantiëren.
Het centrale idee van Fichte is dat de mens volledig vrij is en zichzelf de wet stelt, en dus auto-noom is. In die zin is het dan ook cruciaal dat de mens, als denkend en handelend wezen, zich niet laat bepalen door dingen van buitenaf. In feite is er niet echt een verschil tussen denken en handelen, want denken is voor Fichte ook een handeling: een denkact brengt namelijk een eenheid tot stand, namelijk het kenobject. Als een mens denkt 'het gras is groen', dan heeft hij in feite een hele reeks chaotische aanschouwingsbeelden tot een eenheid gebracht van het groene gras, via categorieën zoals substantie en kwaliteit.
Dit alles komt nog zeer kantiaans over, maar het is hier dat hij een nieuw element toevoegde. Fichte is zich bewust van de vele kritieken op de nog bestaande tegenstellingen en inconsequenties in het werk van Kant. Daarom gaat hij ook op zoek naar een grondprincipe die al deze tegenstellingen kan overwinnen, en dat vindt hij in de idee van de transcendentale apperceptie van Kant: het Ich denke. Voor Fichte ligt aan de basis van alle kennis het axioma van het absolute Ik dat zichzelf stelt als Ik, een absoluut Ik dat bewust wordt dat Ik het ben dat denkt. Dit fundament stelt hij ook weleens als 'Ik=Ik' voor. In die zin is er ook geen behoefte meer aan een extern Ding an sich, want het is dit absolute Ik dat volgens Fichte in zichzelf een 'niet-Ik' onderscheidt: het is het absolute Ik dat stelt dat de stoel, de tafel, de wereld iets anders is dan Ik. En het is net via dit stellen van een niet-Ik dat het absolute Ik ook inhoud geeft aan zijn eigen Ik. Het absolute Ik kan stellen dat 'Ik een mens ben' doordat het zich kan contrasteren met niet-mensen.
De centrale vraag bij Fichte in zijn Wissenschaftslehre is dan ook hoe het ik en het niet-Ik zich in de verschillende levensdomeinen tot elkaar verhouden. In de waarneming bijvoorbeeld is het niet-Ik dominant: ik bepaal niet zelf bewust hoe de wereld eruitziet. In de moraal is dan weer het Ik dominant: het eigen geweten bepaalt wat goed en slecht is.

### Friedrich Wilhelm Joseph Schelling

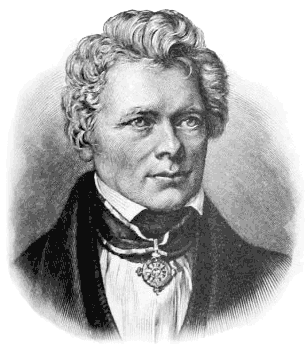
Friedrich Wilhelm Joseph Schelling

Een tweede grote naam binnen dit idealisme was Friedrich Wilhelm Joseph Schelling (1775-1854). In de figuur van Schelling wordt het duidelijk dat het Duitse idealisme sterk verbonden was met een andere invloedrijke stroming, die in dezelfde periode in Duitsland invloedrijk was: de Romantiek. Schelling werd al in zijn jeugd vrienden met Friedrich Hölderlin en (1770-1843) en Hegel. In tegenstelling tot Hegel, die pas op latere leeftijd bekendheid verwierf, werd Schellings talent al op vroege leeftijd opgemerkt. Zo schreef hij enkele studies van het werk van Fichte (en Kant), Uber die Möglichkeit einer Form der Philosophie überhaupt (1794) en Vom Ich als Prinzip der Philosophie, oder über das Unbedingte im menschlichen Wissen (1795). Deze werken werd onder andere opgemerkt en gewaardeerd door Fichte zelf.
Net als bij Kant en Fichte zagen Fichte en Schelling zich in het begin nauw met elkaar verbonden, maar groeiden langzaam verder uit elkaar. Zeker nadat Schelling zich rond 1795 ging interesseren in de natuur- en geneeskunde. Hierdoor verschoof het accent bij Schelling zich naar een onderzoek naar de natuur, of 'niet-Ik' in termen van Fichte. Zo publiceerde Schelling in 1797 zijn Ideen zu einer Philosophie der Natur en 1800 zijn System des transcendentalen Idealismus. Voor Schelling kon deze interesse voor de natuur probleemloos gepaard gaan met het idealisme, maar Fichte zelf had hier zo zijn twijfels bij. Voor Fichte draaide filosofie om transcendentaalfilosofie, en dus het onderzoek naar het Ik. Het niet-Ik was niet het meest fundamentele, en verdiende dus niet zozeer de aandacht. Dit resulteerde uiteindelijk in een breuk tussen de twee filosofen.
Schelling schreef een eigen realiteit toe aan de natuur, maar weliswaar een idealistische. Ze had een eigen wezen, maar een geestelijk wezen. Haar kern bestond uit een redelijkheid, analoog met de menselijke redelijkheid. Grote invloeden op Schelling waren dan ook de eerder vernoemde Leibniz en Spinoza. Voor hen was, net als bij Schelling, de natuur doordrongen van een redelijkheid, die niet te reduceren was tot het zuivere materiële. Schelling wilde echter verder gaan dan deze nog sterk deterministische en statische natuurfilosofie. Zoals zovele romantici zag hij de natuur niet naar het model van een machine, zoals dat bij René Descartes het geval was, maar als een 'organisme'. Het is met andere woorden iets dat evolueert, verandert en stroomt - en dat op een rationele wijze doet.
In zijn latere periode, toen hij ook al gebroken had met Hegel, verschoof zijn filosofie zich weg van het idealisme. Hij vertrekt dan van het onderscheid tussen positieve en negatieve filosofie. Negatieve filosofie wordt gezien als filosofie die vertrekt vanuit niets buiten het denken zelf, en er van alles uit afleidt. Hier past het idealisme ook binnen. Hiertegenover staat de positieve filosofie, die van het zijn vertrekt: zij neemt aan dat iets bestaat, en denkt hier dan op voort. De late Schelling situeert zich eerder hier.

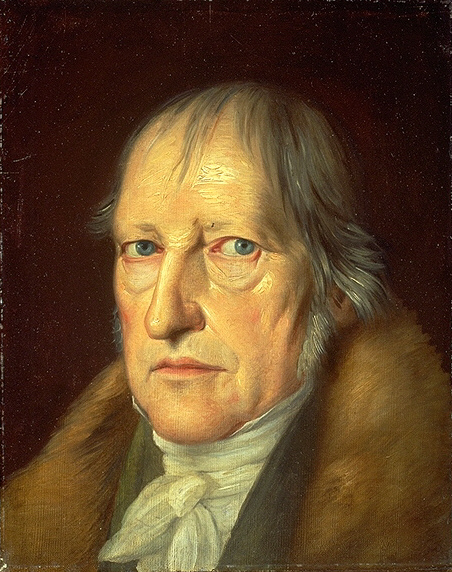
Georg Wilhelm Friedrich Hegel

### Georg Wilhelm Friedrich Hegel
De laatste grote naam binnen het Duits idealisme is Georg Wilhelm Friedrich Hegel (1770-1831). Hij was een generatiegenoot van Schelling, ze kenden elkaar goed, maar kwam pas laat in zijn leven tot filosofische rijpheid. Voor lange tijd leefde hij een onbekend leven en wist grotendeels rond te komen en baantjes aan de universiteit te bemachtigen door toedoen van zijn vrienden, onder meer door Schelling zelf. Echter, eens hij zijn eerste grote werk, de Phänomenologie des Geistes (1807), publiceerde, ging zijn bekendheid ook gepaard met een breuk met Schelling. Dit was te wijten aan bepaalde passages in dit boek die door Schelling werden opgevat als persoonlijke aanvallen of plagiaat.
Hegel vat de taak van de filosofie nog steeds op in de lijn van Kant: de filosofie moet de categorieën van het denken in kaart brengen. Voor Kant was dit echter het gebied van het verstand. Hegel wilde echter verder gaan dan Kant, tot voorbij de klassieke categorieën van het verstand tot in het domein van de rede. Hij legitimeerde dit door te stellen dat Kant weliswaar stelde dat men niets kan zeggen over dat wat buiten de categorieën van het verstand valt, zoals de regulatieve ideeën, maar deze grens zelf niet respecteerde. Hij spreekt immers over de menselijke rede en de categorieën zelf, die natuurlijk niet zelf binnen deze categorieën kunnen vallen. Tegelijkertijd is wat Kant erover zegt echter niet onredelijk. Dit toont voor Hegel aan dat het mogelijk is ook kennis te verkrijgen over de Rede en de regulatieve ideeën.
Net als bij Kant, Fichte en Schelling draaide de filosofie van Hegel om de idee dat het het menselijk denken was dat de werkelijkheid zijn vorm gaf. Deze redelijkheid zat echter niet enkel in het denken van het subject zoals Kant en Fichte stellen, en ook niet los daarvan in de natuur, zoals bij Schelling. In feite speelt dezelfde redelijkheid achter al deze fenomenen, zowel achter het denken, de mens en de natuur, maar ook achter de geschiedenis en de politiek. Hegel presenteert zijn filosofie dan ook als een opheffing (Aufhebung) van het subjectief idealisme van Fichte en het objectief idealisme van Schelling in het absoluut idealisme van Hegel zelf.
Deze stelling geeft echter een nieuwe invulling aan de taak van de filosofen als het in kaart brengen van de categorieën van het denken. Een centraal begrip binnen het werk van Hegel is dat van 'vervreemding': de mens moet inzien dat de externe werkelijkheid niet iets vreemds is, dat radicaal gescheiden is van het denken. Voor Hegel bestaat de gehele werkelijkheid immers uit een redelijke Wereldgeest (Weltgeist) die verder evolueert. Het is dan ook de taak van de filosofie om dit verschijnen, deze fenomenologie, van de geest te beschrijven. Deze geest ontwikkelt zich via verschillende stadia, die elk getypeerd worden door hun eigen conceptuele categorieën. Het is hierover dat de filosoof moet nadenken en aantonen dat de redelijk in de mens en in de wereld overeenkomen. Dit doet Hegel bijvoorbeeld in zijn Vorlesungen über die Philosophie der Weltgeschichte (1822-1830).
Voor Hegel evolueert deze geest zich via tegenstellingen doorheen de geschiedenis. Hij gebruikt voor dit proces de term 'dialectiek'. Eerst is er een bepaalde toestand, zoals de Franse Revolutie. Vervolgens komt de negatie of ontkenning van deze toestand, bijvoorbeeld la Terreur. Uiteindelijk, echter, zal deze tegenstelling worden 'opgeheven' in alle betekenissen van het woord. De tegenstelling verdwijnt, maar ze wordt niet geheel tenietgedaan. De oorspronkelijke elementen worden bewaard, maar ook tegelijkertijd naar een hoger niveau gebracht. In het voorbeeld is dit dan het Eerste Franse Keizerrijk onder Napoleon Bonaparte.
Deze evolutie van de geest reikt echter verder dan de (politieke) geschiedenis alleen. Voor Hegel gaat het over de hele realiteit. Hij beschrijft het hele verloop van deze geest, vertrekkend van het abstracte niveau van de Logik tot aan de zelfbewustwording van de geest. Allereerst begint hegel bij het beschrijven van de werkelijkheid in logische categorieën: eerst is er 'zijn' en dan 'niet-zijn', dat zich opheft in de categorie van het 'worden'. Vervolgens bespreekt hij hoe het denken zich veruitwendigt in de natuur (getypeerd door het 'worden'), en na de Logik komt dus de Naturphilosophie. Daarna kan men de langzame zelfbewustwording van de geest meemaken. Het denken dat zich heeft veruitwendigd in de natuur, wordt langzamerhand van zichzelf bewust, namelijk via het bewustzijn van de mens. Echter, de mens als individu is nog maar slechts de 'subjectieve geest' en ziet enkel zichzelf als redelijk. Er moet dus nog een nieuwe veruitwendiging volgen, namelijk via de 'objectieve geest': het denken, het bewustzijn, manifesteert zich in de buitenwereld via sociale instituties en het vormen van het gezin, de burgerlijke maatschappij en de staat. Na de subjectieve en objectieve geest komt echter ook nog de 'absolute geest': het denken moet nog inzien dat de werkelijkheid buiten zich niet iets vreemds is, maar dat er in feite dezelfde redelijkheid achter schuilgaat. De oorspronkelijke vervreemding moet met andere woorden worden opgeheven. Dit tot zelfbewustzijn komen gebeurt via het beeld in de kunst, het symbool in de religie en uiteindelijk via het begrip in de filosofie. Het sluitstuk van de fenomenologie is het werk van Hegel en het idealisme zelf: het is door de persoon van Hegel dat de wereldgeest uiteindelijk inziet dat ze het bezielend principe achter alles is. In die zin is de filosofie van Hegel het einde van de filosofie.

## Politieke context
Politiek beschouwd was het Duitse idealisme een reactie op de Franse Revolutie. Terwijl de Fransen de politieke ordening omgooiden en een nieuwe staat schiepen, zagen de Duitse filosofen en dichters alleen de excessen en wilden zij door opvoeding op de ideeën van de mensen inwerken. Daarmee, zo hoopten zij, zou het nieuwe tijdperk zich organisch ontwikkelen, zonder de gewelduitbarstingen zoals in Frankrijk.
Dit blijkt al in de tekst Beantwortung der Frage: Was ist Aufklärung? (1784) van Kant. Hierin verwierp hij de radicale tendensen van de Verlichting, die ervan uitging dat men alles mag bevragen zonder enige rem. Voor Kant is dit onhoudbaar en hij maakt in dit verband het verschil tussen het openlijk en het privégebruik van de rede. Als men een functie uitoefent, zoals officier, mag men tijdens de uitvoering van de taak niet de bevelen of regels in twijfel trekken. Als men toch kritiek wil uiten, dan moet dit gebeuren via het openlijk gebruik van de rede, namelijk in de functie van geleerde of voogd. Het moet gebeuren in het openbaar debat, waar de vrijheid van de rede volop moet gelden. Kant is in die zin eerder een voorstander van hervorming.
Belangrijk voor de politieke context van het idealisme is ook het slot van deze tekst. Hierin vraagt Kant zich af of we al dan niet leven in een verlicht tijdperk. Hij antwoordt hier negatief op en plaats daar tegenover dat we wel in een tijdperk van Verlichting leven: het is een actueel proces dat we nog moeten voltrekken. De geschiedenis is bezig zich te ontplooien en de filosoof heeft de taak de actualiteit te denken.
Ook Fichte heeft zich naast de strikt filosofische werken beziggehouden met meer politieke zaken. Enerzijds heeft hij ook een rechtsfilosofie uitgewerkt, en anderzijds is hij ook bekend om zijn Reden an die deutsche Nation (1808). Deze rede hield hij tijdens de Franse bezetting in Berlijn. Ook hierin probeert Fichte de actualiteit van de geschiedenis filosofisch te vatten en roept het Duitse volk op tot een versterkt nationaal gevoel.
Hegels werk was ook een constante reflectie van zijn tijd. Zo stelde hij dat zijn filosofie in zekere zin het einde van de filosofie, en het Pruisen van 1830 het einde van de geschiedenis was. De geschiedenis typeert zich door een steeds grotere toename van vrijheid. Binnen de Franse Revolutie werd geprobeerd deze vrijheid van bovenaf op te leggen zonder oog voor de specifieke historische situatie. Het resultaat hiervan was de terreur die erop volgde. Duitsland was het die deze historische taak wel tot een goed einde moest brengen: werkelijke vrijheid verwezenlijken voor iedereen.

## Invloed
Het Duits idealisme is in de geschiedenis van de filosofie zeer invloedrijk geweest. In Duitsland zelf bleef zij vooral invloedrijk doordat nieuwe stromingen, die kritisch tegenover het idealisme stonden, desondanks bepaalde kernideeën ervan overnamen. Zo weken vele 'jong-Hegelianen' af van het idealisme in haar harde vorm. Bij Max Stirner (1806-1856) kreeg het een sterk anarchistische vorm, bij Ludwig Feuerbach (1804-1872) een sterk materialistische en antropocentristische invulling. Ook bleef de idee van de dialectiek doorleven in het marxisme, namelijk in het historisch en dialectisch materialisme. In het neokantianisme werd teruggegrepen op Kant.
En hoewel deze stroming snel ten onderging in Duitsland toen haar pronkstuk, Hegel, in 1831 overleed, leefde het idealisme wel voort in andere idealistische stromingen buiten Duitsland. Zo is er allereerst het Brits idealisme met onder meer F. H. Bradley (1846–1924), T.H. Green (1836–1882) en John McTaggart (1866–1925). Het Brits idealisme bleef sterk trouw aan het idealisme van Hegel, maar combineerde het met een liberale politieke filosofie. In de Verenigde Staten had het dan weer een sterke invloed op enkele grondleggers van het pragmatisme zoals John Dewey (1859-1952) en Josiah Royce (1855-1916). In Italië bleef het idealisme doorwerken bij Benedetto Croce (1866-1952) en in Frankrijk was er Victor Cousin (1792-1867), en later Léon Brunschvicg (1869-1944). Ook in de Russische filosofie kreeg het idealisme gehoor, onder meer in het werk van Vissarion Belinski (1811–1848) en Vladimir Solovjov (1853-1900). In de Lage Landen kunnen we dan Gerard Bolland en Peter Gabriël van Ghert zien.
In het naoorlogse Frankrijk kwam er een heropleving van de interesse in het idealisme door toedoen van Alexandre Kojève (1902-1968), die een reeks invloedrijke colleges gaf over Hegel. Onder zijn publiek bevonden zich onder meer Georges Bataille (1897–1962), Maurice Merleau-Ponty (1908-1961), Jacques Lacan (1901–1981) en Jean-Paul Sartre (1905-1980). In Duitsland kwam het idealisme dan weer op de voorgrond door toedoen van Edmund Husserl (1859-1938). Hij liet zich echter in de eerste plaats inspireren door Kant en diens transcendentaal idealisme.
In de analytische filosofie bleef het Duits idealisme lang taboe. Het was pas in het werk van Wilfrid Sellars (1912-1989) en later Robert Brandom (*1950), John McDowell (*1942) en Richard Rorty (1931-2007) dat het idealisme een mogelijke inspiratiebron voor filosofen werd. Een ander filosoof binnen de analytische traditie, die veel aandacht geschonken heeft aan Hegel, was Charles Taylor (*1931).

## Kritiek

### Conservatisme
Na de dood van Hegel kwam er al snel een interne strijd tussen de 'Hegelianen'. Het ging zelfs zo ver dat men sprak van de links- versus de rechts-Hegelianen. De discussie draaide vooral op de politieke filosofie die uit het werk van Hegel zou moeten voortvloeien. Enerzijds was er de progressieve interpretatie: in de geschiedenis zit een evolutie en verandering (dialectiek). De maatschappij moet dus veranderen en vooruitgaan, wil zij redelijk zijn. Politieke veranderingen waren dus niet gelijk aan chaos, maar net aan meer redelijkheid en meer vrijheid, die verwezenlijkt werden. Hiertegenover stond de rechtse interpretatie van Hegel dat het best geïllustreerd kan worden met een bekende uitspraak van Hegel zelf: "Wat redelijk is, is werkelijk; en wat werkelijk is, is redelijk." ("Was vernünftig ist, das ist wirklich; und was wirklich ist, das ist vernünftig."). In die zin werd Hegel gezien als een antirevolutionair en een verdediger van status quo. Er moet niets aan de wereld veranderd worden, want wat reeds bestaat, dat is al redelijk.
Het zijn deze conservatieve kantjes van Hegel, door bijvoorbeeld het Pruisen van zijn tijd als 'eindpunt van de geschiedenis' te zien, die fel bekritiseerd werden doorheen de geschiedenis van de filosofie (Dit wil niet zeggen dat zijn revolutionaire kant onbesproken bleef, zie onder). Vooral politiek geëngageerde filosofen, voornamelijk marxisten, hebben Hegel dit kwalijk genomen. Een vroeg voorbeeld is Rudolf Haym (1821-1901), die sprak van een "Restaurationsidealismus". Een ander bekend voorbeeld is de reactie van Ernst Bloch (1885-1977): "Dat wat is, kan niet waar zijn" ("Das, was ist, kann nicht wahr sein."). Het bestaande kan niet (moreel) waar zijn, want het maakt deel uit van een wereld die ongelijkheid, vervreemding en oorlog toelaat.

### Idealisme
Een andere vroege vorm van kritiek op het idealisme was de te sterke nadruk op de verklarende rol van ideeën en denkcategorieën. Verscheidene filosofen stellen vragen bij de stelling dat het enkel het denken is dat de werkelijkheid bepaalt. Een specifieke vorm hiervan is de materialistische filosofen, die wezen op de cruciale rol die gespeeld wordt door materiële en maatschappelijke processen. Zo beweerde Ludwig Feuerbach (1804-1872) dat Hegel er enkel in slaagde een verzoening op het vlak van het denken te verwezenlijken, terwijl er op het vlak van het reële, het zijn, niets veranderd is. Ook zag hij entiteiten zoals God (zie zijn Das Wesen des Christentums, 1841), maar ook de wereldgeest, als projecties van de mens zelf. Met andere woorden was het de mens zelf die al het redelijke tentoonspreidde in zijn handelen, en niet een begeleidende redelijkheid, die los van de mens staat. De idealisten vallen nog steeds ten prooi van een vorm van vervreemding, in de vorm van een redelijk principe buiten de mens.
De grondleggers van het marxisme, Karl Marx en Friedrich Engels, waren het met deze kritiek van Feuerbach eens. Zij bouwden in hun werk De Duitse ideologie op deze kritiek verder. Feuerbach was juist in zijn analyse dat alle vormen van theologie projecties waren van de mens. Volgens Marx en Engels verklaart Feuerbach echter niet waarom deze vorm van vervreemding bestaat, waarom mensen vluchten in dergelijke projecties. Als verklaring wijzen Marx en Engels naar een vervreemding op vlak van het materiële: de mens is vervreemd in zijn arbeid en van zijn arbeidsproduct. Ter compensatie van deze vervreemding, en de bijhorende ellende, doet de mens beroep op projecties. In die zin stellen Marx en Engels dat "religie het opium van het volk is". Het denken, de ideologie, is, anders gezegd, steeds een mechanisme dat de bestaande maatschappelijke toestand (de productieverhoudingen) wil legitimeren en draaglijk maken. In die zin beweert Marx dat Hegel juist zat, maar op zijn kop stond: "Niet het bewustzijn bepaalt het zijn, maar het zijn bepaalt het bewustzijn". De geschiedenis kent dus wel een redelijk verloop, maar een verloop dat wordt aangestuurd door de sociaal-economische situatie van de samenleving en niet door de ideeën.

### Rationalisme
Een van de vroegste critici van het idealisme was Arthur Schopenhauer (1788-1860). Volgens Schopenhauer was het idealisme veel te speculatief, rationeel en abstract. Zijn eigen filosofie, uiteengezet in Die Welt als Wille und Vorstellung (1818, 1844) legde net de nadruk op een andere kant van de mens: het irrationele, het dierlijke of instinctmatige. Voor Schopenhauer was de mens noch de werkelijkheid redelijk, maar net in haar kern onredelijk en slechts gedreven door een irrationele wil. Schopenhauers aversie voor het Duitse idealisme ging echter verder dan puur filosofisch en regelmatig vindt men dan ook scheldproza gericht op onder meer Fichte en Hegel. Ondanks deze kritiek was Schopenhauer evenzeer een postkantiaanse filosoof van het idealisme, maar geeft hieraan een kritische en eigenzinnige wending, en hierdoor wordt hij op de periferie gesitueerd.
Deze visie van Schopenhauer werd tegen het einde van de 19e eeuw invloedrijk. Allereerst in het werk van Friedrich Nietzsche (1844-1900). Net als Schopenhauer stelde Nietzsche dat de werkelijkheid niet beheerst wordt door een redelijk principe of een zuivere "wil tot waarheid". Achter deze ogenschijnlijk onschuldige zoektocht naar waarheid en redelijkheid gaat, volgens Nietzsche, steeds een "wil tot macht" schuil. Uiteindelijk wil de mens slechts de ander en de werkelijkheid domineren, door hen hun waarheid op te leggen. Beide auteurs gaven aanleiding tot een filosofische stroming, die vaak getypeerd wordt als "levensfilosofie". Deze filosofie stelde dat het leven niet kan verklaard worden door het verstand en het redelijke, maar dat het net iets is dat daar steeds buiten valt en meer te maken heeft met een eigen levenskracht. Een bekend vertegenwoordiger van deze stroming is Ludwig Klages (1872-1956), die het werk Der Geist als Widersacher der Seele (1929-1932) schreef. Voor hem was de redelijke 'geest' net de grote vijand van de oorspronkelijke ziel, die de mens heeft. De wetenschappelijke geest is zo een bedreiging voor het leven, in haar oorspronkelijke staat, en kan dus de dood voor het leven betekenen.
Een figuur, die niet onder de levensfilosofie valt, maar ook het rationalisme van het idealisme aanklaagde, was Søren Kierkegaard (1813-1855). Het was Kierkegaard vooral te doen om de confrontatie tussen het denken en het geloof. Voor Kierkegaard was het geloof niet iets dat redelijk kan gevat worden en binnengebracht binnen een groot systeem dat alles verklaart. Het geloof en het eigen bestaan zijn in zekere zin irrationele en existentiële zaken die niet vaststaan qua betekenis. Kierkegaard gaf via deze ideeën aanleiding tot het existentialisme met onder meer Martin Heidegger (1889-1976) en Jean-Paul Sartre (1905-1980). Ook zij leggen de nadruk op de onbepaaldheid van de betekenis van het eigen bestaan. Wat iemands bestaan betekent, kan niet worden afgeleid via historische wetten, maar hangt van de persoon in kwestie zelf af.

### Historicisme
Een andere vorm van kritiek is het "historicisme" binnen het idealisme. Volgens het idealisme voltrekt de geschiedenis zich via een redelijk principe. Auteurs als Karl Popper (1902-1994) en Jean-François Lyotard (1924-1998) hebben beide gewezen op de gevaren die hierin schuilgaan. Popper heeft zijn kritiek vooral uiteengezet in The Open Society and Its Enemies (1945) en The Poverty of Historicism (1957). Lyotards uit zijn kritiek vooral in La condition postmoderne (1979). Beide auteurs stellen dat zo'n geschiedopvatting uitmondt op een totalitair denken dat, dat wat niet in de geschiedopvatting past, steeds onderdrukt.
Voor Popper is Hegel een van de grote tegenstanders van de open samenleving. Voor Hegel ligt immers alles vast en is de waarheid voor de filosoof en staatsman op voorhand duidelijk. Hierdoor is het eenduidig wat de filosoof (en politiek) moet doen en kan hij dat zonder oog voor de concrete situatie ook uitvoeren. Echter, eens men dit met de realiteit confronteert, ziet men dat er steeds dissidente en afwijkende elementen in de geschiedenis optreden. Het historicisme weet hier geen raad mee omdat deze elementen volgens dit principe eigenlijk niet mogelijk of althans fundamenteel irrationeel zijn. De enige oplossing lijkt dan ook geweld te zijn. Dit gevaar ziet Popper vooral naar voren komen in het marxisme en het stalinisme, dat hij als uitvloeisel hiervan ziet.
Lyotard stelde dan weer dat het idealisme onhoudbaar is omdat de geschiedenis net heeft aangetoond dat elk 'groot verhaal' onhoudbaar is. Elke theorie, die de hele werkelijkheid wil vatten, draait logisch uit op onderdrukking en terreur. Het idealisme, het marxisme of het positivisme. Al deze verhalen hebben niet opgeleverd wat ze beloofd hadden, maar resulteren daarentegen in totalitarisme. Het failliet van deze grote verhalen beargumenteerde Lyotard ook in Le différend (1983) waarin hij stelde dat er bij confrontaties tussen zulke grote verhalen of regimes altijd 'geschillen' optreden. Dit zijn onoplosbare problemen, die zijn ontstaan doordat het regime geconfronteerd wordt met iets dat per definitie niet binnen dat systeem past, maar net deel uitmaakt van een ander regime. Het is onoplosbaar omdat elk van de partijen zich enkel kan verdedigen in hun eigen 'taal' en er geen hogere rechter is die het geschil kan beslechten.